# Migliori realizzatori da 3 punti NBA
Qui sottostante è presente la classifica che elenca i 50 migliori realizzatori della storia dell'NBA per quanto riguarda il Tiro da tre punti nella Regular Season in carriera, e per ogni giocatore è indicato il numero di tiri realizzati, di tiri tentati e la percentuale al tiro da tre in Regular Season NBA e nei Playoffs NBA.

## Classifica dei migliori realizzatori da tre punti
La classifica sottostante è aggiornata al 14 aprile 2025.
|           | Eletto nella Basketball Hall of Fame                                                                                              |
| Grassetto | Giocatori ancora in attività |
| *         | Giocatore che ha giocato in NBA durante il triennio 1994-1997 in cui la linea da tre punti è stata avvicinata dai 7,25 m a 6,75 m |

| Posizione | Nome             | Tiri da tre realizzati | Tiri da tre tentati | Percentuali da tre (%) | Tiri da tre realizzati | Tiri da tre tentati | Percentuali da tre (%) |
|           |                  | Regular Season         | Regular Season      | Regular Season         | Playoffs               | Playoffs            | Playoffs               |
| --------- | ---------------- | ---------------------- | ------------------- | ---------------------- | ---------------------- | ------------------- | ---------------------- |
| 1         | Steph Curry      | 4.058                  | 9.589               | 42,3                   | 618                    | 1.557               | 39,7                   |
| 2         | James Harden     | 3.175                  | 8.750               | 36,3                   | 418                    | 1.231               | 34,0                   |
| 3         | Ray Allen*       | 2.973                  | 7.429               | 40,0                   | 385                    | 959                 | 40,2                   |
| 4         | Damian Lillard   | 2.804                  | 7.556               | 37,1                   | 219                    | 587                 | 37,3                   |
| 5         | Klay Thompson    | 2.697                  | 6.563               | 41,1                   | 501                    | 1.237               | 40,5                   |
| 6         | Reggie Miller*   | 2.560                  | 6.990               | 37,1                   | 320                    | 820                 | 39,0                   |
| 7         | LeBron James     | 2.559                  | 7.322               | 34,9                   | 470                    | 1.415               | 33,2                   |
| 8         | Kyle Korver      | 2.450                  | 5.715               | 42,9                   | 254                    | 649                 | 39,1                   |
| 9         | Paul George      | 2.349                  | 6.127               | 38,3                   | 276                    | 783                 | 35,2                   |
| 10        | Vince Carter     | 2.290                  | 6.168               | 37,1                   | 119                    | 352                 | 33,8                   |
| 11        | Jason Terry      | 2.282                  | 6.010               | 38,0                   | 221                    | 574                 | 38,5                   |
| 12        | Jamal Crawford   | 2.221                  | 6.379               | 34,8                   | 107                    | 348                 | 30,7                   |
| 13        | Kyle Lowry       | 2.205                  | 5.997               | 36,8                   | 238                    | 704                 | 33,8                   |
| 14        | Kevin Durant     | 2.191                  | 5.620               | 39,0                   | 366                    | 1.029               | 35,6                   |
| 15        | Paul Pierce      | 2.143                  | 5.816               | 36,8                   | 276                    | 777                 | 35,5                   |
| 16        | Buddy Hield      | 2.127                  | 5.357               | 39,7                   | 6                      | 13                  | 46,2                   |
| 17        | Eric Gordon      | 2.084                  | 5.602               | 37,2                   | 167                    | 463                 | 36,1                   |
| 18        | C.J. McCollum    | 1.989                  | 5.011               | 39,7                   | 150                    | 408                 | 36,8                   |
| 19        | Jason Kidd*      | 1.988                  | 5.701               | 34,9                   | 236                    | 733                 | 32,2                   |
| 20        | Dirk Nowitzki    | 1.982                  | 5.210               | 38,0                   | 149                    | 408                 | 36,5                   |
| 21        | Joe Johnson      | 1.978                  | 5.331               | 37,1                   | 158                    | 466                 | 33,9                   |
| 22        | J.J. Redick      | 1.950                  | 4.704               | 41,5                   | 189                    | 509                 | 37,1                   |
| 23        | Mike Conley      | 1.930                  | 4.965               | 38,9                   | 151                    | 415                 | 36,4                   |
| 23        | J.R. Smith       | 1.930                  | 5.178               | 37,3                   | 294                    | 801                 | 36,7                   |
| 25        | Kyrie Irving     | 1.876                  | 4.763               | 39,4                   | 225                    | 574                 | 39,2                   |
| 26        | Chris Paul       | 1.860                  | 5.029               | 37,0                   | 244                    | 654                 | 37,3                   |
| 27        | Wesley Matthews  | 1.845                  | 4.914               | 37,5                   | 108                    | 307                 | 35,2                   |
| 28        | Tim Hardaway Jr. | 1.844                  | 5.108               | 36,1                   | 68                     | 204                 | 33,3                   |
| 29        | Chauncey Billups | 1.830                  | 4.725               | 38,7                   | 267                    | 729                 | 36,6                   |
| 30        | Kobe Bryant*     | 1.827                  | 5.546               | 32,9                   | 292                    | 882                 | 33,1                   |
| 31        | Rashard Lewis    | 1.787                  | 4.625               | 38,6                   | 138                    | 388                 | 35,6                   |
| 32        | Peja Stojaković  | 1.760                  | 4.392               | 40,1                   | 162                    | 431                 | 37,6                   |
| 33        | Nicolas Batum    | 1.750                  | 4.743               | 36,9                   | 101                    | 283                 | 35,7                   |
| 34        | Carmelo Anthony  | 1.731                  | 4.873               | 35,5                   | 101                    | 312                 | 32,4                   |
| 35        | Dale Ellis*      | 1.719                  | 4.266               | 40,3                   | 71                     | 202                 | 35,2                   |
| 36        | Bradley Beal     | 1.717                  | 4.569               | 37,6                   | 112                    | 317                 | 35,3                   |
| 37        | Steve Nash*      | 1.685                  | 3.939               | 42,8                   | 178                    | 438                 | 40,6                   |
| 38        | Kevin Love       | 1.674                  | 4.542               | 36,9                   | 175                    | 441                 | 39,7                   |
| 39        | Kemba Walker     | 1.670                  | 4.642               | 36,0                   | 68                     | 210                 | 32,4                   |
| 40        | Donovan Mitchell | 1.618                  | 4.419               | 36,6                   | 171                    | 477                 | 35,8                   |
| 41        | Jason Richardson | 1.608                  | 4.344               | 37,0                   | 95                     | 235                 | 40,4                   |
| 42        | Trevor Ariza     | 1.605                  | 4.579               | 35,1                   | 167                    | 458                 | 36,5                   |
| 43        | Mike Miller      | 1.590                  | 3.910               | 40,7                   | 97                     | 246                 | 39,4                   |
| 44        | Danny Green      | 1.577                  | 3.946               | 40,0                   | 315                    | 811                 | 38,8                   |
| 45        | D'Angelo Russell | 1.519                  | 4.129               | 36,8                   | 65                     | 199                 | 32,7                   |
| 46        | Jrue Holiday     | 1.574                  | 4.259               | 37,0                   | 163                    | 474                 | 34,4                   |
| 47        | Glen Rice*       | 1.559                  | 3.896               | 40,0                   | 71                     | 196                 | 36,2                   |
| 48        | Eddie Jones*     | 1.546                  | 4.147               | 37,3                   | 124                    | 324                 | 38,3                   |
| 48        | Patty Mills      | 1.546                  | 4.012               | 38,5                   | 125                    | 329                 | 38,0                   |
| 48        | Jayson Tatum     | 1.546                  | 4.181               | 37,0                   | 263                    | 762                 | 34,5                   |